# Gabiley
Gabiley, aussi connue sous le nom de " Gebiley ", est une commune de la région de Woqooyi Galbeed, province du nord du Somaliland. Elle est peuplée de plus de 100 000 habitants, ce qui fait d'elle la 7e ville plus peuplée du Somaliland. 

## Histoire
Gabiley est l'une des plus anciennes villes du Somaliland après Zeila, Berbera et Amud. Certaines pierres laissées dans la région auraient été destinées à la construction de pyramides. 

## Santé
Gabiley compte 6 hôpitaux généraux en activité. Un hôpital massif a ouvert ses portes en 2010, il fournit des services médicaux à la grande région. 

## Agriculture
Gabiley est la principale terre agricole du Somaliland et produit jusqu'à 85% de l'approvisionnement alimentaire du Somaliland. Les cultures cultivées dans la région comprennent les pommes, les oranges, les bananes, les poires, le maïs, le blé, l'orge, les haricots, le citron, les pois, les arachides, les pommes de terre, les tomates, les oignons, l'ail, la salade et les choux, le brocoli, la pastèque, la papaye et bien d'autres sortes de fruits et légumes. Gabiley est considérée comme la région la plus fertile du Somaliland .